# هانس أولريش إنغلمان
هانس أولريش إنغلمان (بالألمانية: Hans Ulrich Engelmann)‏ هو ملحن ألماني، ولد في 8 سبتمبر 1921 في دارمشتات في ألمانيا، وتوفي بنفس المكان في 8 يناير 2011.

## وصلات خارجية
- هانس أولريش إنغلمان على موقع IMDb (الإنجليزية)
- هانس أولريش إنغلمان على موقع ميوزك برينز (الإنجليزية)
- هانس أولريش إنغلمان على موقع ديسكوغز (الإنجليزية)
- هانس أولريش إنغلمان على موقع قاعدة بيانات الفيلم (الإنجليزية)